# Statină
Statinele (inhibitorii de HMG-CoA-reductază) sunt o clasă de medicamente care scad lipidele prin inhibiția enzimei HMG-CoA-reductază, care joacă un rol central în sinteza colesterolului. Nivelurile crescute de colesterol sunt asociate cu bolile cardiovasculare. Statinele reduc incidența bolilor cardiovasculare și mortalitatea în cei care au un risc crescut pentru aceste boli. Statinele au eficacitate demonstrată în prevenirea bolilor cardiovasculare în cei cu risc crescut (profilaxie primară) precum și în tratarea celor în fazele incipiente ale acestor boli (profilaxie secundară). Efectele secundare sunt durere musculară, risc crescut de diabet zaharat și abnormalități ale enzimelor hepatice. Efectele adverse sunt severe dar rare și includ deteriorarea musculară.
În anul 2010, pe piața farmaceutică se găseau următoarele statine: atorvastatina, fluvastatina, lovastatina, pitavastatina, pravastatina, rosuvastatina și simvastatina. Există și preparate combinate de statină plus un alt compus, spre exemplu ezetimibă/simvastatină. În 2005 vânzările de statine au fost estimate la $18.7 miliarde în SUA. Cea mai vândută statină este atorvastatina, care în 2003 a devenit cel mai vândut medicament în istorie. Producătorul de medicamente Pfizer a raportat vânzări de $US12.4 miliarde în 2008. Datorită expirării unor brevete, unele statine sunt accesibile sub forma de generice ieftine.

## Indicații medicale
Guidelineurile clinice recomandă schimbarea stilului de viață, inclusiv o alimentație care scade colesterolul și exercițiul fizic înainte ca statinele să fie folosite. Statinele și alți compuși se recomandă în cazul în care cineva nu atinge obiectivele de reducere a lipidelor prin intervenții de alimentație și stil de viață. Statinele au eficacitate identică în bărbați și femei.

### Profilaxia primară
Majoritatea studiilor arată că statinele previn bolile cardiovasculare în cei cu colesterol ridicat, dar fără antecedente cardiovasculare. Un referat Cochrane din 2013 a descoperit că statinele scad riscul de deces și alte consecințe nedorite, fără ca ele să facă daune. Numărul necesar de tratat (NNT) este o măsură epidemiologică prin care se măsoară eficacitatea intervențiilor de sănătate. El se referă la numărul oamenilor care trebuie tratați pentru a preveni un rezultat negativ (e.g. decesul). Cu fiecare 138 de oameni tratați cu statine timp de 5 ani se previne o moarte și cu fiecare 49 de oameni tratați se previne un episod de boală cardiovasculară. Un referat din 2012 a arătat că beneficiile se aplică atât la femei cât și la bărbați. Un referat din 2010 a concluzionat că tratamentul celor fără antecedente cardiovasculare reduce evenimentele cardiovasculare în bărbați dar nu și în femei, și nu aduce niciun beneficiu în privința mortalității la niciuna din sexe. Două meta-analize publicate în același an nu au găsit niciun beneficiu cu privire la mortalitate în profilaxia primară.
Institutul de Excelență Clinică și de Sănătate (NICE) al Marii Britanii recomandă tratamentul cu statine pentru adulții cu un risc de a dezvolta boli cardiovasculare în următorii 10 ani (QRISK-2) mai mare de 10%. Colegiul Cardiologilor Americani și Asociația Americană a Ininimii recomandă tratamentul cu statine pentru profilaxia bolilor cardiovasculare în următoarele grupe de adulți: 
- colesterol LDL ≥ 190 mg/dL,
- cei cu diabet, vârsta între 40 și 75 ani și LDL-C 70-190 mg/dL
- cei cu scor QRISK-2  ≥ 7.5%
Societatea Europeană de Cardiologie recomandă folosirea statinelor pentru profilaxia primară în funcție de riscul de bază pentru bolile cardiovasculare și anumite praguri de LDL.

### Profilaxia secundară
Statinele scad mortalitatea în oamenii cu antecedente cardiovasculare. În medie statinele scad colesterolul LDL cu 1.8 mmol/L (70 mg/dL), ceea ce echivalează cu o scădere cu 60% a numărului evenimentelor cardiace (e.g. infarct miocardic, moarte subită) și cu o scădere de 17% a accidentului vascular cerebral. Comparativ cu fibrații și niacina, au o eficacitate mai redusă în reducerea trigliceridelor precum și în creșterea colesterolului HDL ("colesterolul bun").

### Eficacitate comparativă
Într-un studiu de comparație între atorvastatină, pravastatină și simvastatină, toate versus placebo, nu s-a găsit nicio diferență statistic semnificativă între acești compuși în reducerea morbidității și mortalității cardiovasculare.

## Efecte adverse
Cele mai importante efecte adverse ale statinelor sunt concentrații crescute ale enzimelor hepatice, probleme musculare și risc crescut de diabet.

### Efecte pe mușchi
În studiile de observare 10-15% dintre indivizii care iau statine dezvoltă probleme musculare. 

### Diabet
Statinele se asociază cu un risc ușor crescut de diabet (2-17% într-un referat). Efectul este dependent de doză (dozele mai mari au efect crescut), dar scăderea riscului de boli cardiovasculare contrabalansează acest risc.

### Cancer
Mai multe meta-analize nu au găsit risc crescut de cancer, iar unele au găsit riscul de cancer scăzut la cei ce iau statine.
Statinele par să reducă riscul de cancer esofagian, cancer colorectal, cancer gastric, carcinom hepatocelular și în mod posibil posibil cancer de prostată. Totodată ele nu par a avea niciun efect asupra riscului de cancer pulmonar, cancer renal, cancer de sân, cancer pancreatic și cancerul de vezică urinară.

## Formulări disponibile
| Statina                                      | Imagine | Denumire comercială                                                                                | Origine                           | Metabolism             |
| -------------------------------------------- | ------- | -------------------------------------------------------------------------------------------------- | --------------------------------- | ---------------------- |
| Atorvastatină                                |         | Lipitor, Torvast                                                                                   | Sintetic                          | CYP3A4                 |
| Cerivastatină                                |         | Lipobay, Baycol. (Withdrawn from the market in August, 2001 due to risk of serious rhabdomyolysis) | Sintetic                          | various CYP3A isoforms |
| Fluvastatină                                 |         | Lescol, Lescol XL                                                                                  | Sintetic                          | CYP2C9                 |
| Lovastatină                                  |         | Mevacor, Altocor, Altoprev                                                                         | Natural, derivat prin fermentare. | CYP3A4                 |
| Mevastatină                                  |         | Compactin                                                                                          | Natural                           | CYP3A4                 |
| Pitavastatină                                |         | Livalo, Pitava                                                                                     | Sintetic                          |                        |
| Pravastatină                                 |         | Pravachol, Selektine, Lipostat                                                                     | Derivat prin fermentare           | Non CYP                |
| Rosuvastatină                                |         | Crestor                                                                                            | Sintetic                          | CYP2C9 and CYP2C19     |
| Simvastatină                                 |         | Zocor, Lipex                                                                                       | Derivat prin fermentare           | CYP3A4                 |
| Simvastatină+Ezetimib                        | Vytorin | Terapie de combinație                                                                              |                                   |                        |
| Lovastatină+Niacină cu eliberare prelungită  | Advicor | Terapie de combinație                                                                              |                                   |                        |
| Atorvastatină+Amlodipină besilat             | Caduet  | Terapie de combinație – colesterol și hipertensiune                                                |                                   |                        |
| Simvastatină+Niacină cu eliberare prelungită | Simcor  | Terapie de combinație                                                                              |                                   |                        |

| Doze echivalente de statine         | Doze echivalente de statine | Doze echivalente de statine | Doze echivalente de statine | Doze echivalente de statine | Doze echivalente de statine               | Doze echivalente de statine |
| Scădere în LDL (%)                  | Atorvastatină               | Fluvastatină                | Lovastatină                 | Pravastatină                | Rosuvastatină                             | Simvastatină                |
| ----------------------------------- | --------------------------- | --------------------------- | --------------------------- | --------------------------- | ----------------------------------------- | --------------------------- |
| 10–20%                              | –                           | 20 mg                       | 10 mg                       | 10 mg                       | –                                         | 5 mg                        |
| 20–30%                              | –                           | 40 mg                       | 20 mg                       | 20 mg                       | –                                         | 10 mg                       |
| 30–40%                              | 10 mg                       | 80 mg                       | 40 mg                       | 40 mg                       | 5 mg                                      | 20 mg                       |
| 40–45%                              | 20 mg                       | –                           | 80 mg                       | 80 mg                       | 5–10 mg                                   | 40 mg                       |
| 46–50%                              | 40 mg                       | –                           | –                           | –                           | 10–20 mg                                  | 80 mg*                      |
| 50–55%                              | 80 mg                       | –                           | –                           | –                           | 20 mg                                     | –                           |
| 56–60%                              | –                           | –                           | –                           | –                           | 40 mg                                     | –                           |
| * doza de 80 mg nu se mai recomandă |                             |                             |                             |                             |                                           |                             |
| Doza de început                     |                             |                             |                             |                             |                                           |                             |
| Doza de început                     | 10–20 mg                    | 20 mg                       | 10–20 mg                    | 40 mg                       | 10 mg; 5 mg if hypothyroid, >65 yo, Asian | 20 mg                       |
| Pentru scădere mare de LDL          | 40 mg if >45%               | 40 mg if >25%               | 20 mg if >20%               | --                          | 20 mg if LDL >190 mg/dL (4.87 mmol/L)     | 40 mg if >45%               |
| Temporizarea                        | Oricând                     | Seara                       | Cu cina                     | Anytime                     | Oricân                                    | Seara                       |